# Tongeren

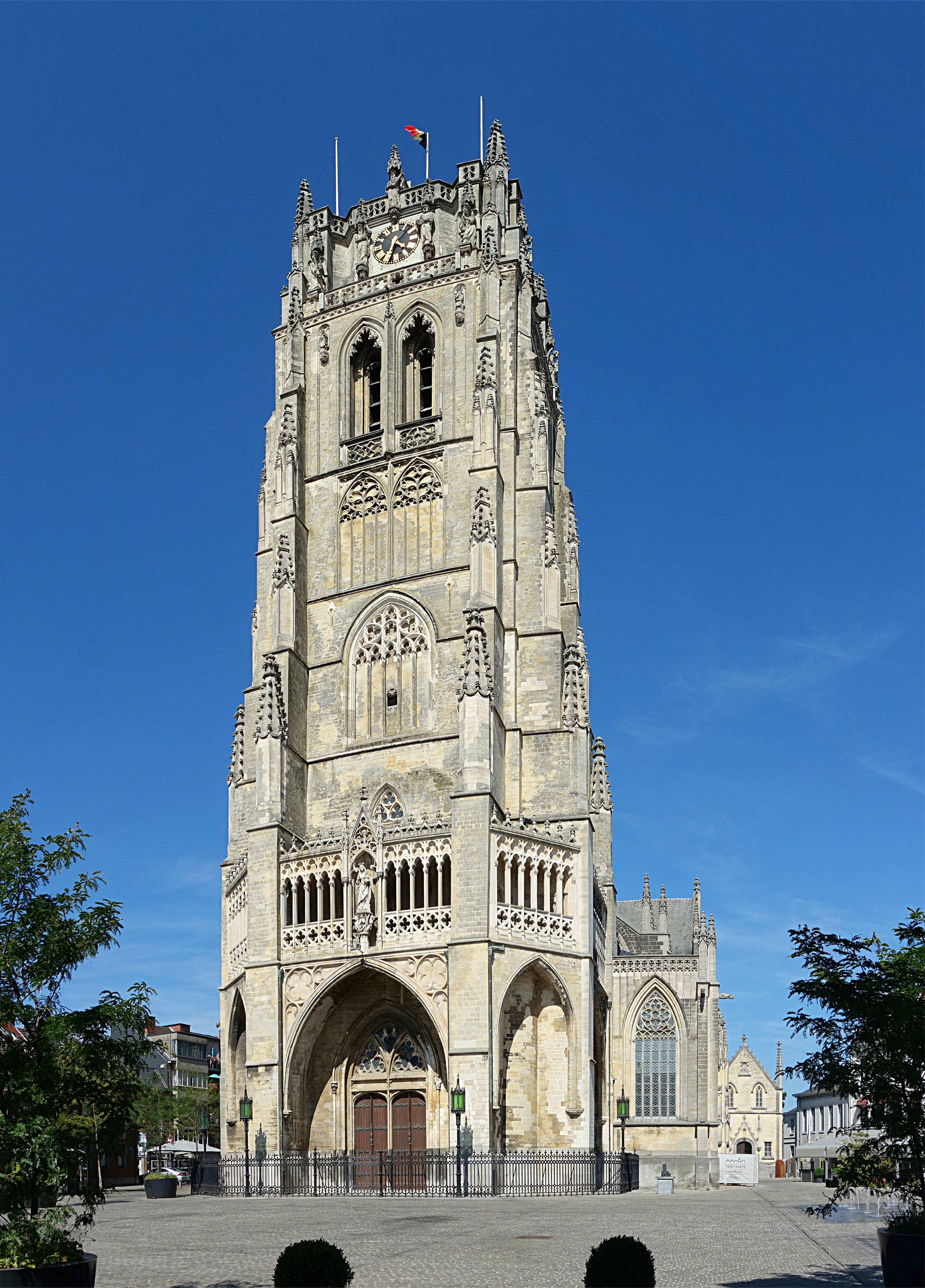
Bazylika pw. NMP (Onze-Lieve-Vrouw)

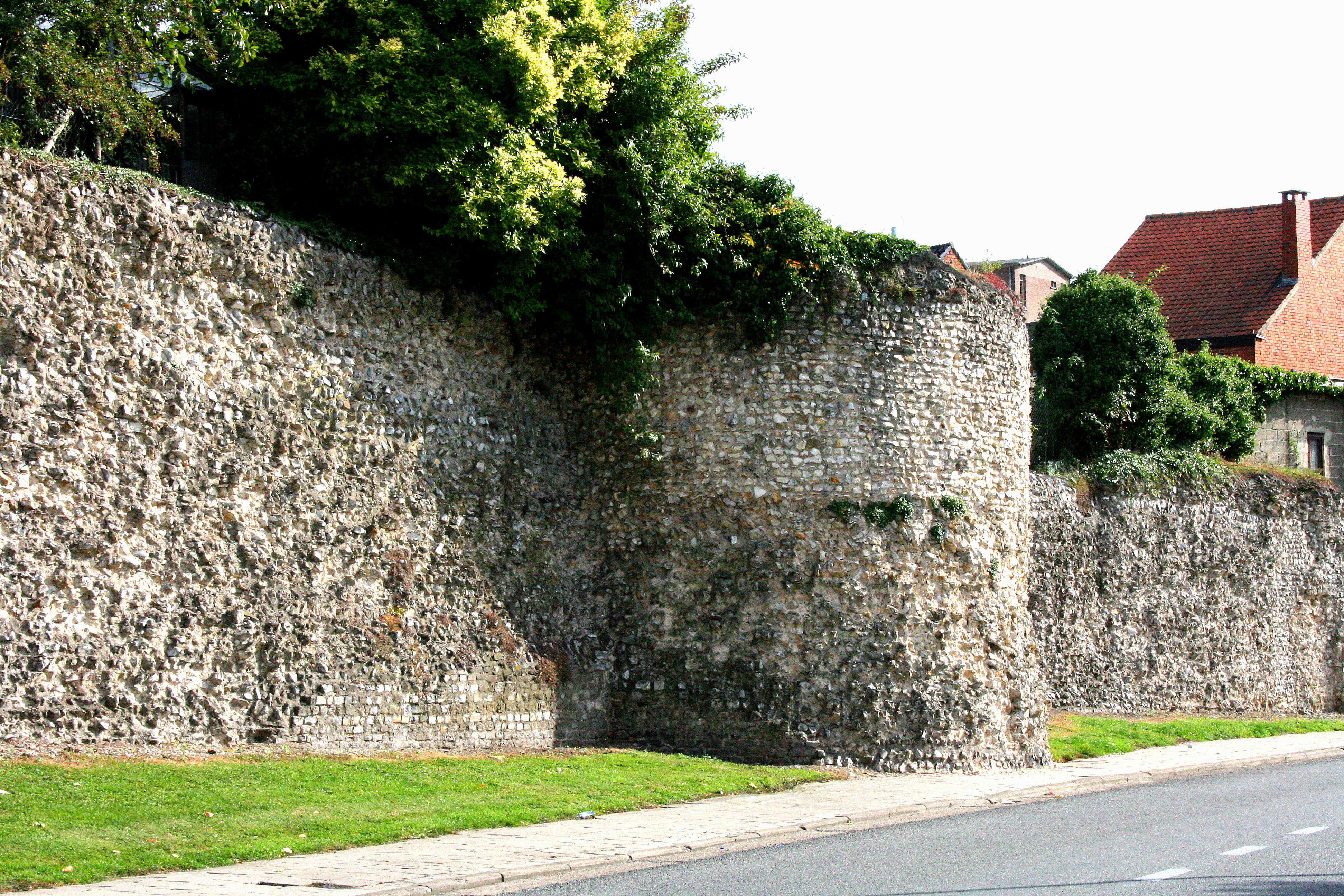
Rzymski mur obronny

Tongeren (fr. Tongres, niem. Tongern, lim. Tóngere, wa. Tongue) – miasto w północno-wschodniej Belgii, w Regionie Flamandzkim, w prowincji Limburgia, siedziba administracyjna okręgu Tongeren. Leży nad rzeką Jeker. Jest najstarszym miastem Belgii, którego początki sięgają 15 r. p.n.e.

## Historia

### Starożytność
Przed podbojem przez Rzymian teren ten był zamieszkany przez belgijskie plemię Eburonów. Podczas galijskich kampanii Cezara w I wieku p.n.e. przywódca plemienia Ambioryks był wodzem powstania przeciwko najeźdźcom i pokonał cały legion rzymski w pobliżu miejsca zwanego Atuatuca. Zwycięstwo było krótkotrwałe i całe plemię zostało wymordowane, a jego miejsce zajęło inne – Tungrowie, odnoszące się życzliwie do Rzymian. Ich obóz wojskowy przekształcił się następnie w osadę zwaną Atuatuca Tungrorum, główną dla obszaru plemiennego Tungrów. Położona przy drodze łączącej Kolonię z Bavay i otoczona żyznymi ziemiami, szybko stała się jednym z największych rzymskich ośrodków administracyjnych i militarnych w I wieku n.e. W roku 70 została spalona podczas oblężenia. W II wieku wzniesiono pierwsze, liczące 4,5 km mury obronne, które częściowo zachowały się do dziś. W IV stuleciu miasto stało się stolicą chrześcijańskiej diecezji Tongeren (jednej z pierwszych w Niderlandach), na czele której stał św. Serwacy, późniejszy biskup Maastrichtu.

### Średniowiecze
W tej epoce miasto nawiedzały rozmaite klęski, m.in. niszczone było przez napaści Franków i wikingów. Okres merowiński (V–VII wiek) nie jest dobrze udokumentowany. Budowa nowego kościoła i ufundowanie kapituły kanoników miało miejsce w czasach Karolingów – obecną bazylikę zbudowano w miejscu, w którym znajdował się dawny dom biskupi. Budowę tej świątyni pw. NMP (Onze Lieve Vrouw) rozpoczęto na początku XIII wieku. W tym samym czasie wzniesiono też nowe mury obronne, ratusz, kilka innych kościołów i klasztorów, w tym beginek. Będące własnością biskupów Liège miasto stało się najważniejszym w ich diecezji, odtąd rozwijając się i przyciągając kupców i rzemieślników.

### Czasy nowożytne
W 1677 Tongeren zostało niemal zrównane z ziemią przez wojska Ludwika XIV. W XVIII w. podczas hiszpańskiej oraz austriackiej wojny o sukcesję, kontynuowano odbudowę miasta. Pod koniec tego samego wieku miasto napotkały poważne zmiany Niderlandy zostały wcielone przez Francję, a miasto stało się częścią departamentu Dolnej Mozy. Po raz pierwszy od 1000 lat Tongeren nie był już związany z Liège.
W 1815 r. miasto stało się częścią Królestwa Niderlandów, a w 1830 r. zostało miastem belgijskim.
9 sierpnia 1914, podczas I wojny światowej, miasto zajęły wojska niemieckie. Jednak konsekwencje tej wojny ograniczyły się do szkód materialnych w kilkunastu domach i dwunastu ofiarach cywilnych. 24 listopada 1918 roku Tongeren został wyzwolony przez wojska belgijskie.
10 maja 1940 roku, na początku II wojny światowej, stacja i okoliczne dzielnice zostały zbombardowane przez niemieckie samoloty. 8 września 1944 roku alianci dotarli do miasta i je wyzwolono.
Od lat 50. i 60. nowe dzielnice mieszkalne zostały zbudowane poza centrum miasta, a Tongeren stał się miastem usług, opieki i edukacji.

## Podział administracyjny
W skład miasta wchodzi 16 dzielnic (deelgemeente):
- Berg
- Diets-Heur (Heur-le-Tiexhe)
- Henis
- ’s Herenelderen
- Koninksem
- Lauw (Lowaige)
- Mal
- Neerrepen
- Nerem
- Overrepen
- Piringen (Pirange)
- Riksingen
- Rutten
- Sluizen (Sluse)
- Vreren (Frères)
- Widooie (Widoye)

## Zabytki
- Bazylika NMP (Onze-Lieve-Vrouw) z 64-metrową wieżą. Pierwszy kościół zbudował zgodnie z przekazem św. Serwacy już w IV wieku. Odkrycia archeologiczne potwierdziły, że w tym miejscu istnienie kamiennych konstrukcji, a w IX wieku – karolińskiego kościoła. Najcenniejszym zabytkiem bazyliki jest figura Najświętszej Marii Panny z Tongeren wykonana z drzewa orzechowego w 1475 roku. W skarbcu świątyni znajdują się różne relikwie z różnych epok – od czasów Merowingów aż do XIX-wiecznych
- kościół pw. św. Katarzyny (Sint-Catharina), znany też jako kościół beginek, jest jednym z najstarszych kościołów miasta; zbudowany w stylu gotyckim w 1294 r., lecz wielokrotnie modernizowany
- beginaż, ufundowany 1257 roku, będący najstarszym tego typu zabytkiem w Limburgii. „Miasto w mieście”, jak nazywano ten obszar, aż do XIX wieku było odgrodzone od pozostałej części miasta murem. W XVII wieku zakon liczył co najmniej 300 kobiet. Historyczny kompleks znajduje się na liście światowego dziedzictwa kulturalnego UNESCO
- miejska dzwonnica ratuszowa (beffroi), również wpisana na listę światowego dziedzictwa UNESCO
- fragment rzymskiego muru obronnego, wzniesionego na ruinach willi z III wieku, będący jedyną pozostałością po czasach panowania Rzymian
- pomnik Ambioryksa – belgijskiego bohatera narodowego, bardzo przypominającego komiksowego Asteriksa.

## Kultura
Co siedem lat odbywa się w lipcu maryjna procesja, na którą przybywają wierni z całego kraju; w 2009 r. dokonano podczas niej koronacji zabytkowej figury NMP z bazyliki.
W Europie i poza nią, Tongeren znane jest z największego w krajach Beneluksu targu antyków.

## Współpraca
Miejscowość partnerska:
- Kalisz, Polska
- Maastricht, Niderlandy
- Xindian, Tajwan

## Transport
Znajduje się tutaj stacja kolejowa Tongeren.